# Chiesa di Santa Eufrasia
La chiesa di Santa Eufrasia si trova in via dei Mille a Pisa, nella zona settentrionale della città, un tempo chiamata "Corte Vecchia".

## Storia
La chiesa è documentata dal 780 (viene citata nell'atto di fondazione del monastero benedettino di S. Savino) ma risale nelle forme attuali al 1124, quando fu intitolata alle sante Eufrasia e Barbara dal cardinale Cristofano Malcondime.
Dopo essere stata sotto il patronato della famiglia Griffi e poi della famiglia San Casciani, dal 1691 passò sotto la giurisdizione della conventuale dell’Ordine di Santo Stefano.I restauri principali risalgono all'inizio del XVII secolo e al 1717, quando l’edificio passò ai Teresiani Scalzi dell’Ordine Carmelitano. L'interno ad aula unica, inoltre, fu ristrutturato nel XVIII secolo, come si può notare dalle cornici in stucco che rivelano la preponderanza della facies settecentesca. A quest'epoca risale anche la parte superiore della facciata in mattoni.Gli altari laterali sono del 1720, come le decorazioni in stucco. I lavori si conclusero nel 1730 e la chiesa fu riaperta al culto.

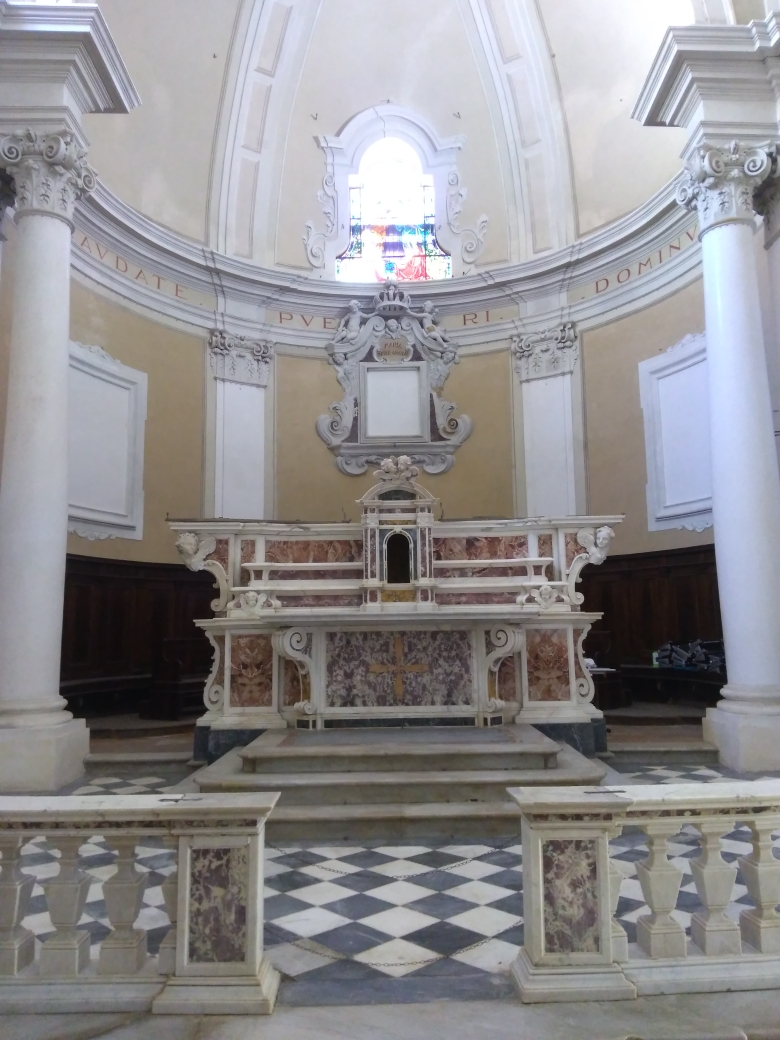
Altare maggiore

Nel 1810 l’edificio passò alla Compagnia delle Sacre Stimmate di San Francesco.Un nuovo restauro venne eseguito nel 1888 per l'interesse di Raffaello Torrini, rettore dell'Università di Pisa.
Fino agli anni '60 del secolo scorso, prima di essere sconsacrata, è stata occupata dai Padri Salesiani, i quali gestivano anche un grande oratorio, frequentato da generazioni di ragazzi.
Nel 2011, durante dei lavori di restauro e recupero ad uso didattico ad opera dell'Università di Pisa, è stata trovata, nei locali attualmente sul retro della chiesa, sotto l'abside, una camera ipogea a forma di ferro di cavallo con un pozzo centrale e un bancone lungo le pareti con incisi i nomi dei defunti, tutti del XVIII secolo. Attualmente è in uso all'Università di Pisa ed è sede di una delle sale studio della biblioteca di Antichistica.

## Descrizione

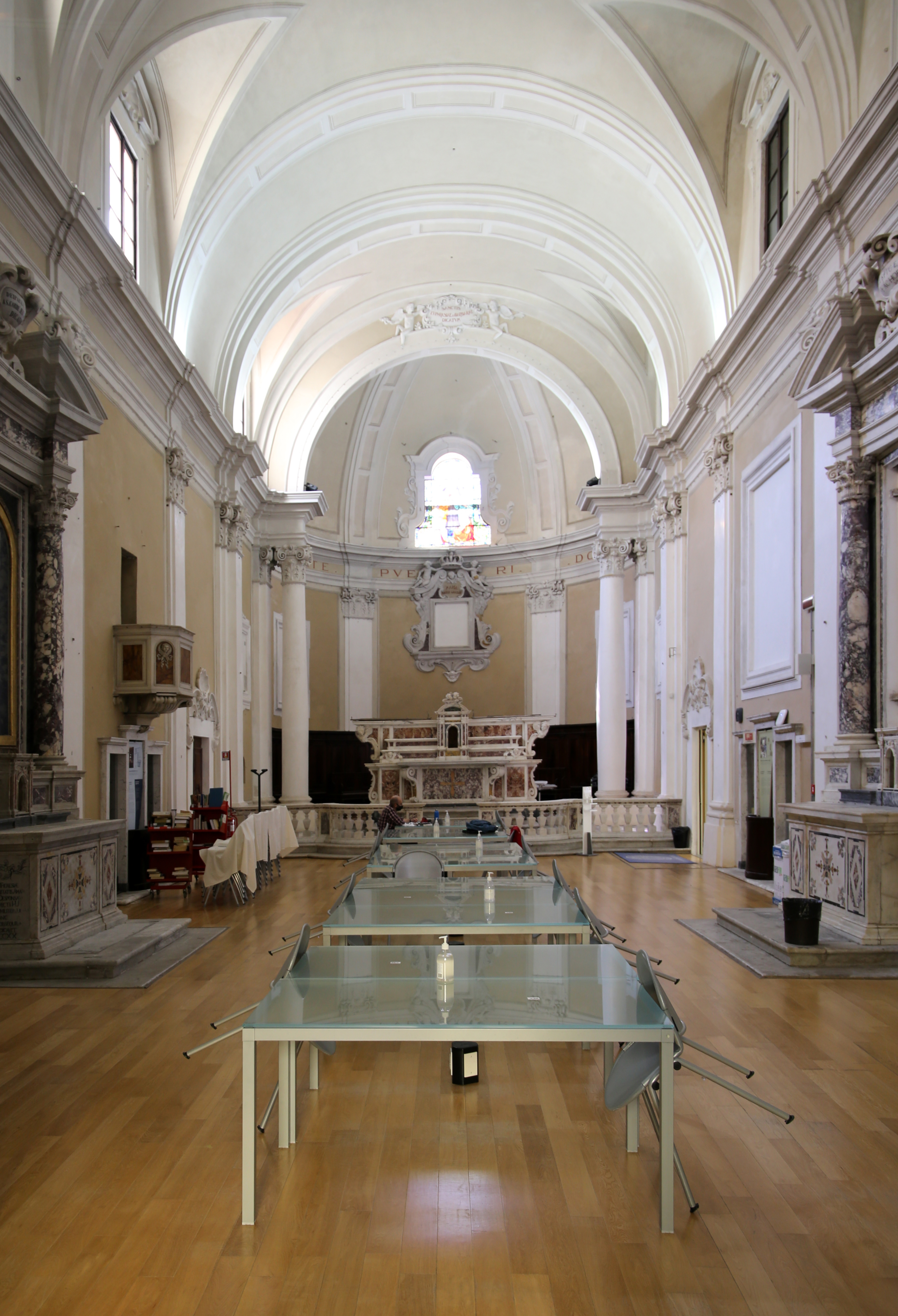
Interno

La facciata dell'edificio è a capanna e si presenta composta da due parti: in quella inferiore è ancora visibile la costruzione medievale in conci di pietra e il portale con lunetta a tutto sesto, mentre in quella superiore, interamente in laterizio, è dovuta a interventi del XVIII secolo. Sono presenti tamponamenti di finestre, operati in momenti diversi.
L’interno ha una aula unica, absidata, arricchita da un'orchestra in controfacciata, con volta a botte e presenza di lesene; le colonne, i pilastri e le cornici in stucco sono segnali degli interventi settecenteschi. Sulla parete sinistra si segnala la presenza di un altarino settecentesco in marmo bianco, dedicato a San Domanico Savio, a cui ne segue un altro in marmi policromi e mensa in pietre dure dedicato a Santa Teresa. L'arco trionfale è decorato con putti reggicartiglio in stucco. Due altarini con stessi elementi si trovano anche sulla parete destra.
Sull'altare maggiore, realizzato dai Vaccà, si trovava un Crocifisso ligneo di Giuseppe Giacobbi (attualmente nella moderna Chiesa di Santa Maria Madre della Chiesa, sita in Pisa - Quartiere Pratale) ; nell'abside, invece, quattro tele, oggi perdute, di Giovanni Camillo Gabrielli Le tele degli altari - Morte di Santa Teresa di Mauro Soderini e Morte di San Giuseppe di Francesco Conti e Ignazio Hugford - attualmente sono conservate nella vicina chiesa di San Sisto e nel Museo di San Matteo. Un'altra tavola, duecentesca, raffigurante la Madonna e le due sante Eufrasia e Barbara, probabilmente parte di una pala d’altare, in seguito alla sconsacrazione della chiesa venne collocata egualmente nella chiesa di Santa Maria Madre della Chiesa.